# ژیدروناس ایلگاوسکاس
ژیدروناس ایلگاوسکاس (به لیتوانیایی: Žydrūnas Ilgauskas ) ‏ (۵ ژوئن ۱۹۷۵ در کاناس، لیتوانی) بازیکن ملی پوش تیم ملی بسکتبال لیتوانی است که از سال ۱۹۹۷ تا ۲۰۱۰ در تیم کلیولند کاوالیرز در اتحادیه ملی بسکتبال آمریکا بازی کرد و اکنون در میامی هیت بازی می‌کند.
او دو بار در سال‌های ۲۰۰۳ و ۲۰۰۵ در تیم منتخب کنفرانس شرق ان‌بی‌ای انتخاب شده‌است.